# ギリシア雷文

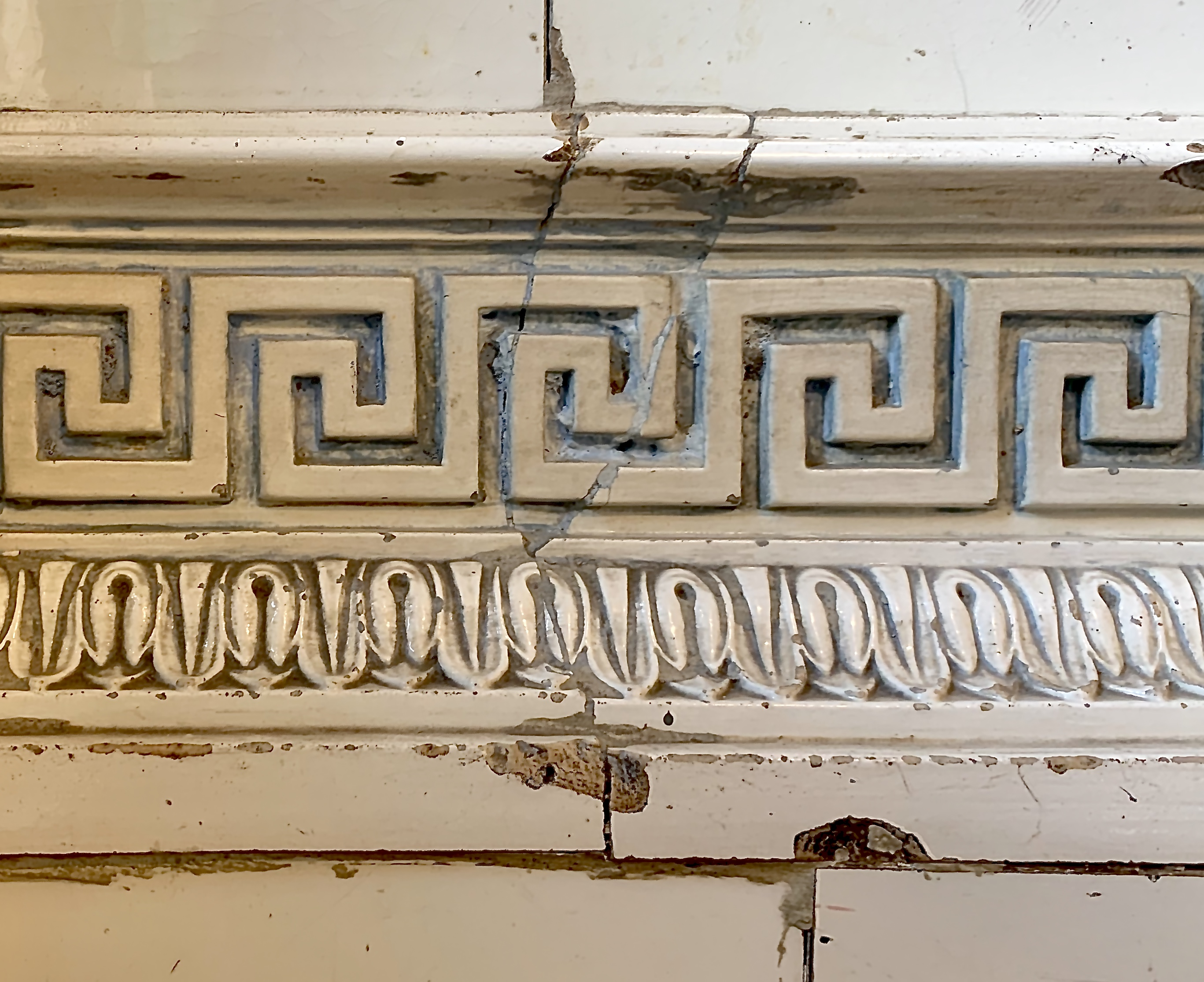
ブカレスト（ルーマニア）のD.A. Sturdza Houseの暖炉にあるギリシア敷石

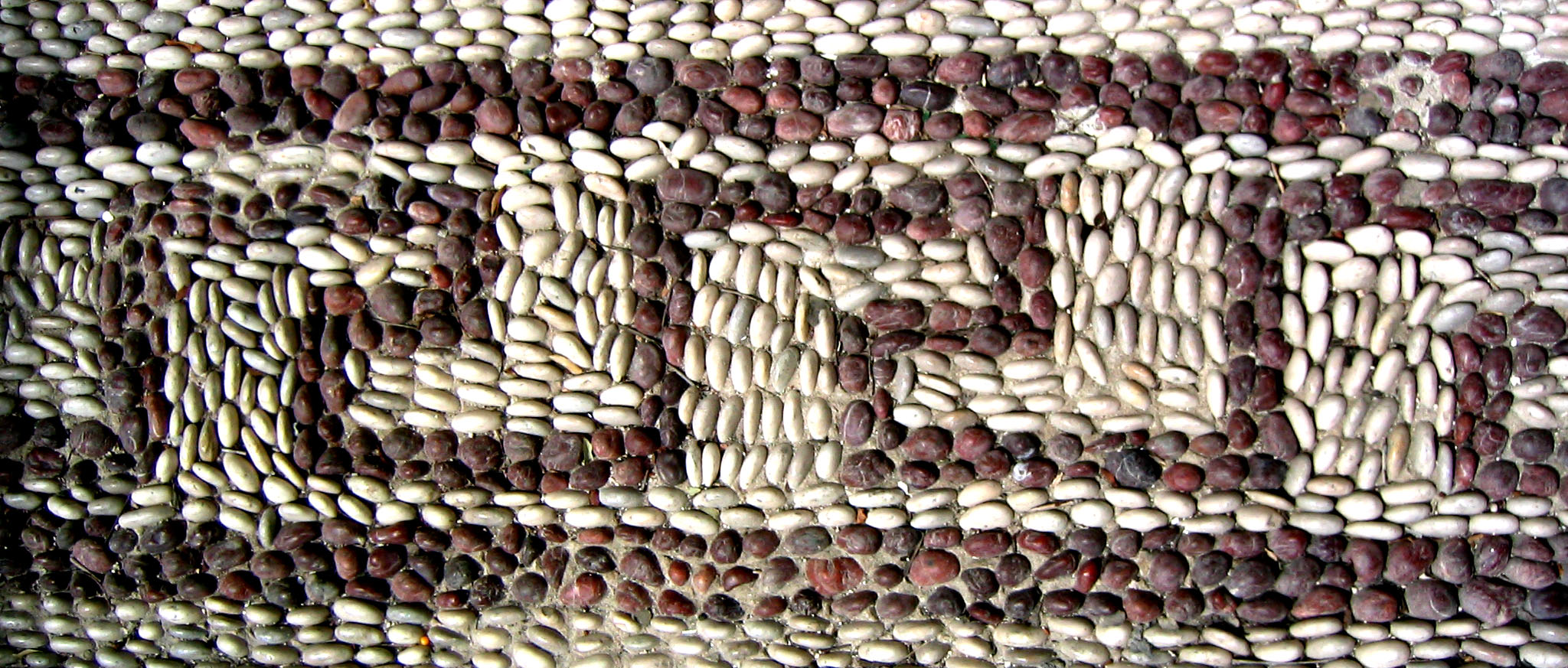
ロードス島の街路にあるギリシア雷文の敷石

ギリシア雷文（ギリシアらいもん、英: meander、伊: meandro、希: Μαίανδρος）は装飾文様の名。小アジアを曲流するマイアンドロス川（メアンダー川）の名に由来し、メアンダー、メアンドロス模様、メアンドロス柄ともいう。

## 歴史
新石器時代にバルカン地方のドナウ川流域のトリポリエ文化・ディミニ文化において土器の装飾文様として始まる。やがてアッペンニーノ山脈文化に引き継がれ、ギリシアの幾何学紋様として開花した。

## 用途
ギリシアでは建築装飾、ローマでは絵画やモザイクと、建築・工芸において主に用いられた。タピスリーや陶器、家具にも見られる。

## 画像

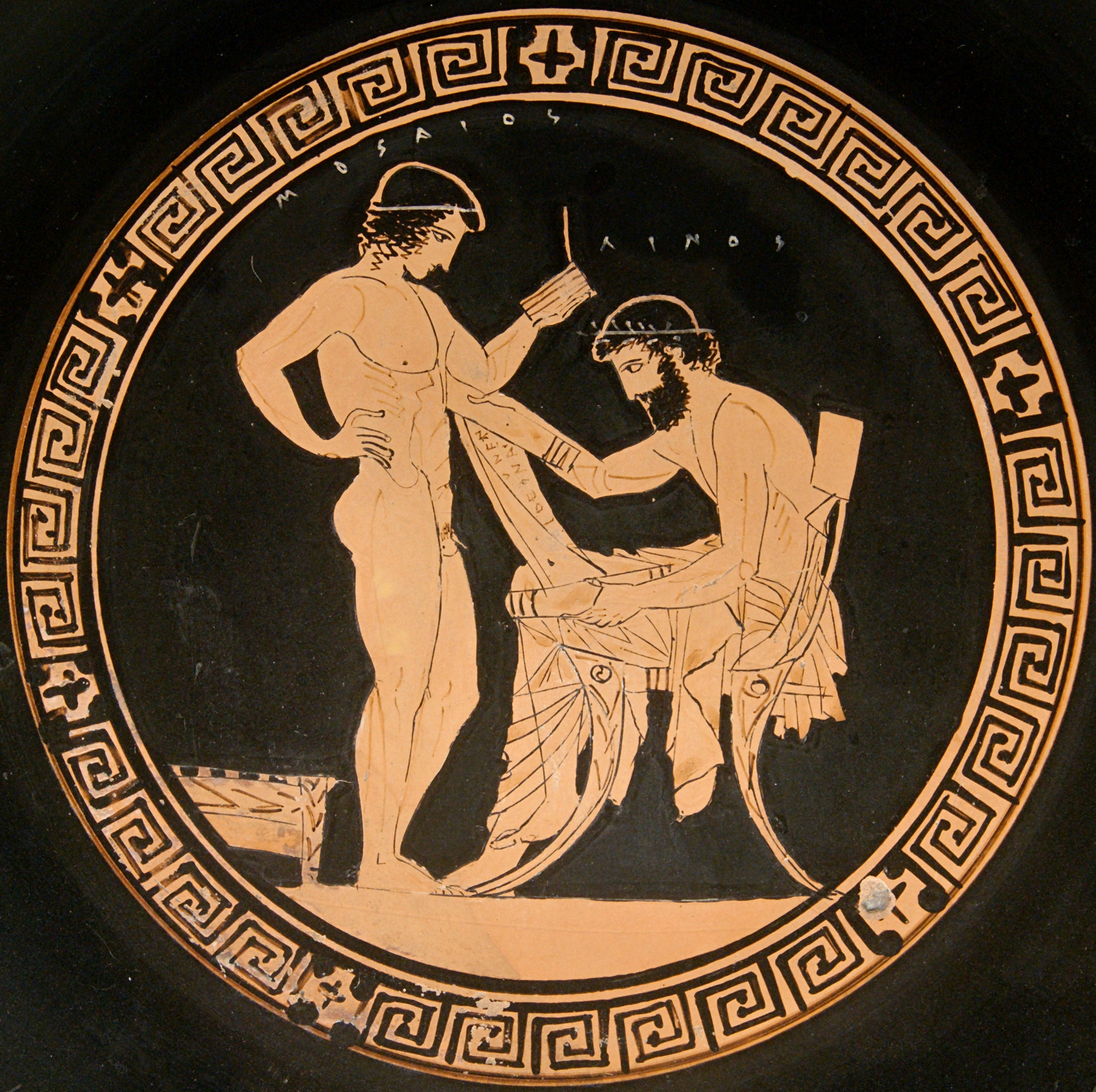
縁にギリシア雷文のある典型的な古代の赤絵式カップ。
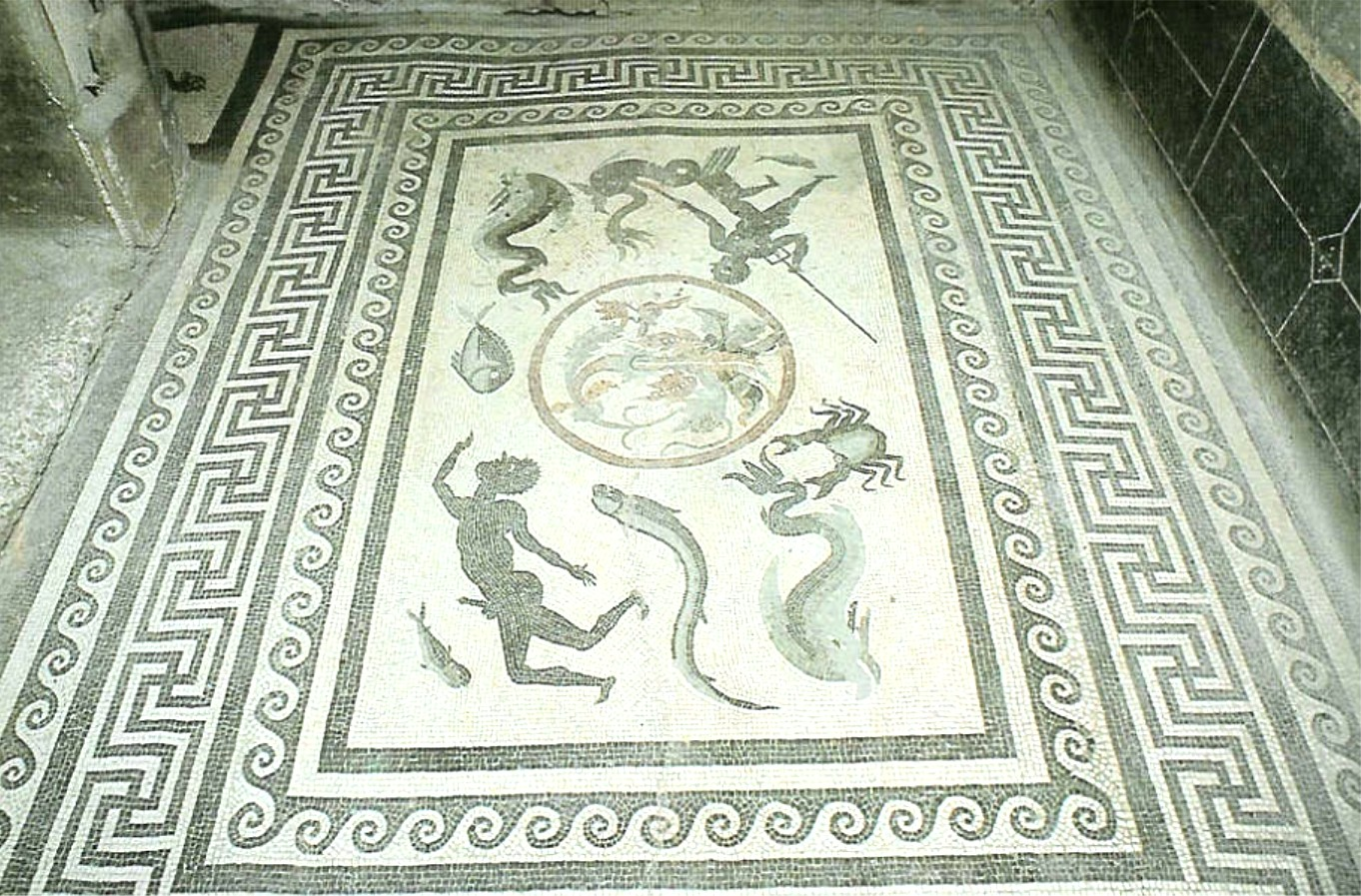
ローマ時代のモザイク、ポンペイ
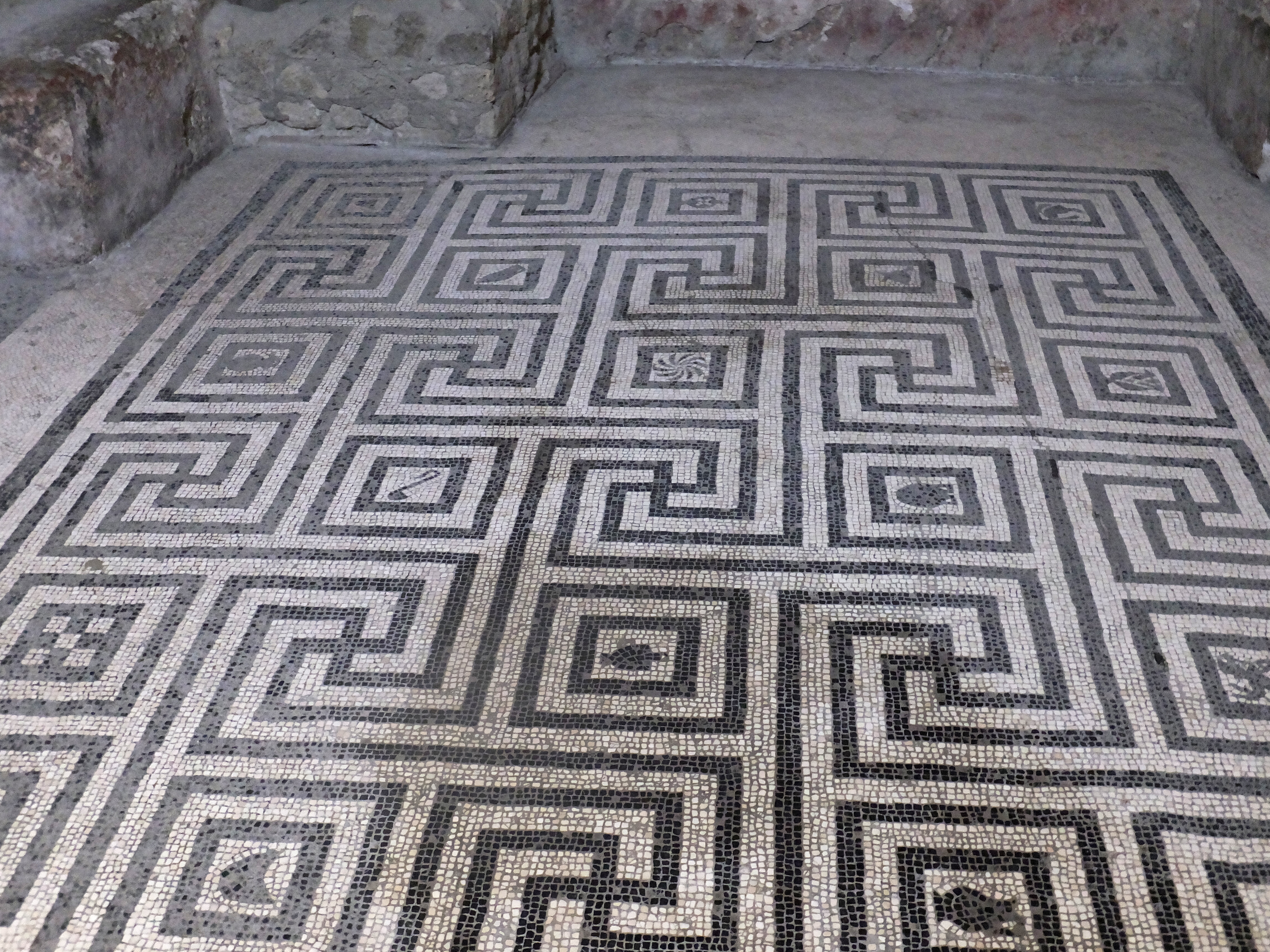
テピダリウムのギリシア雷文のモザイク
古典的な迷路
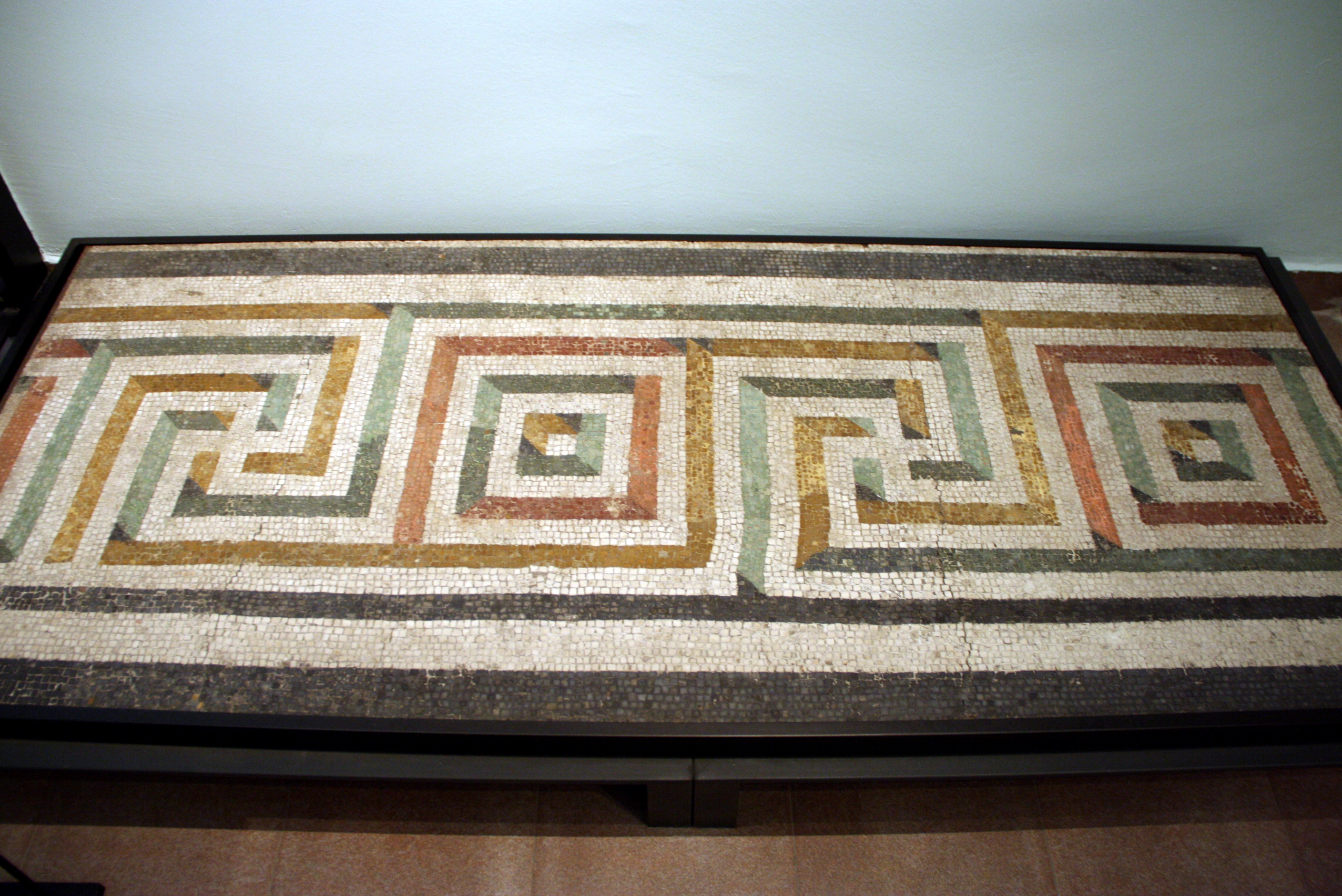
ローマ時代のモザイク（英語版）、ミラノ考古学博物館（英語版）
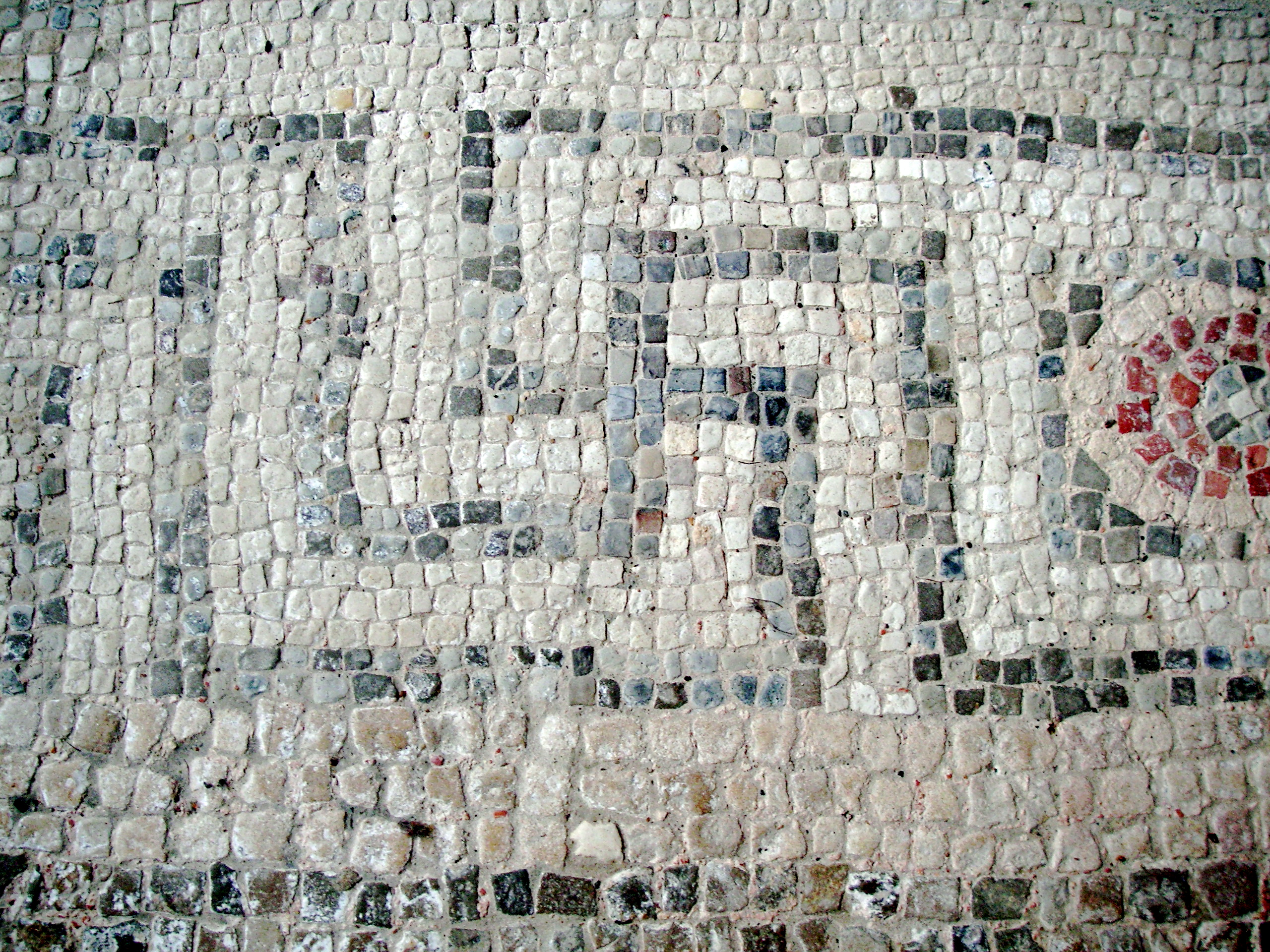
コッツウォルズのローマ時代のヴィラ（英語版）のローマ時代のモザイク、イングランド
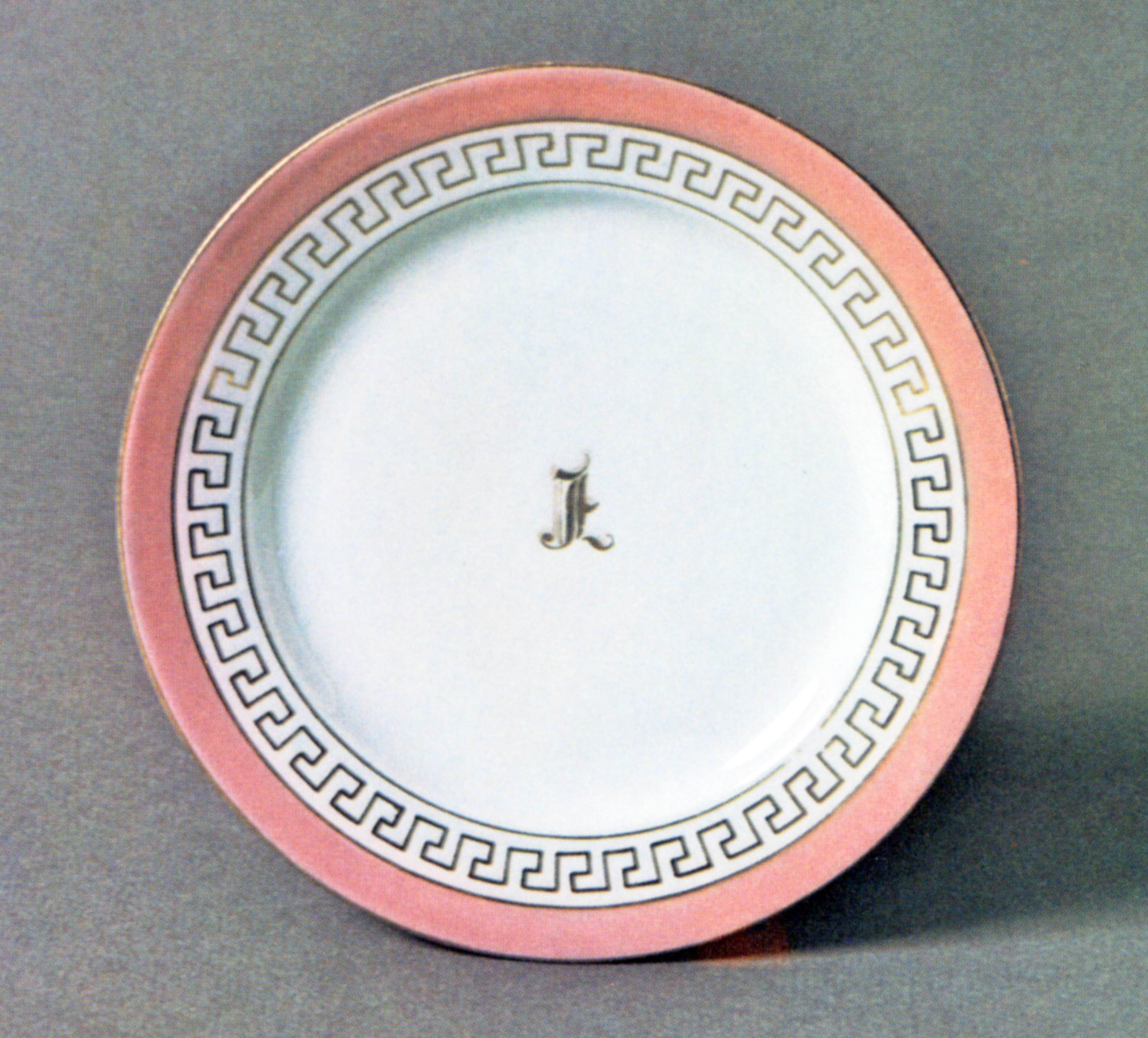
Lincoln pink set、1865年
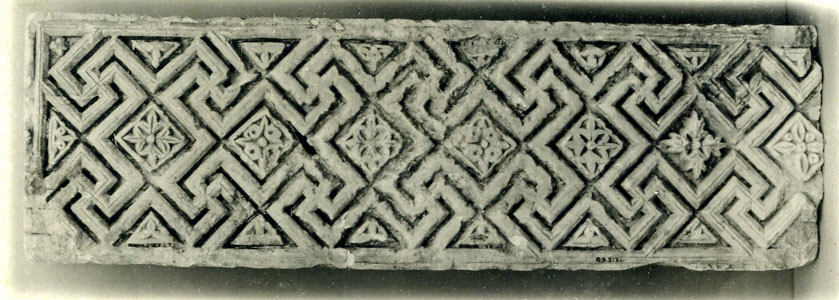
ダイヤモンド形のrosetteとギリシア雷文